# 上海光源

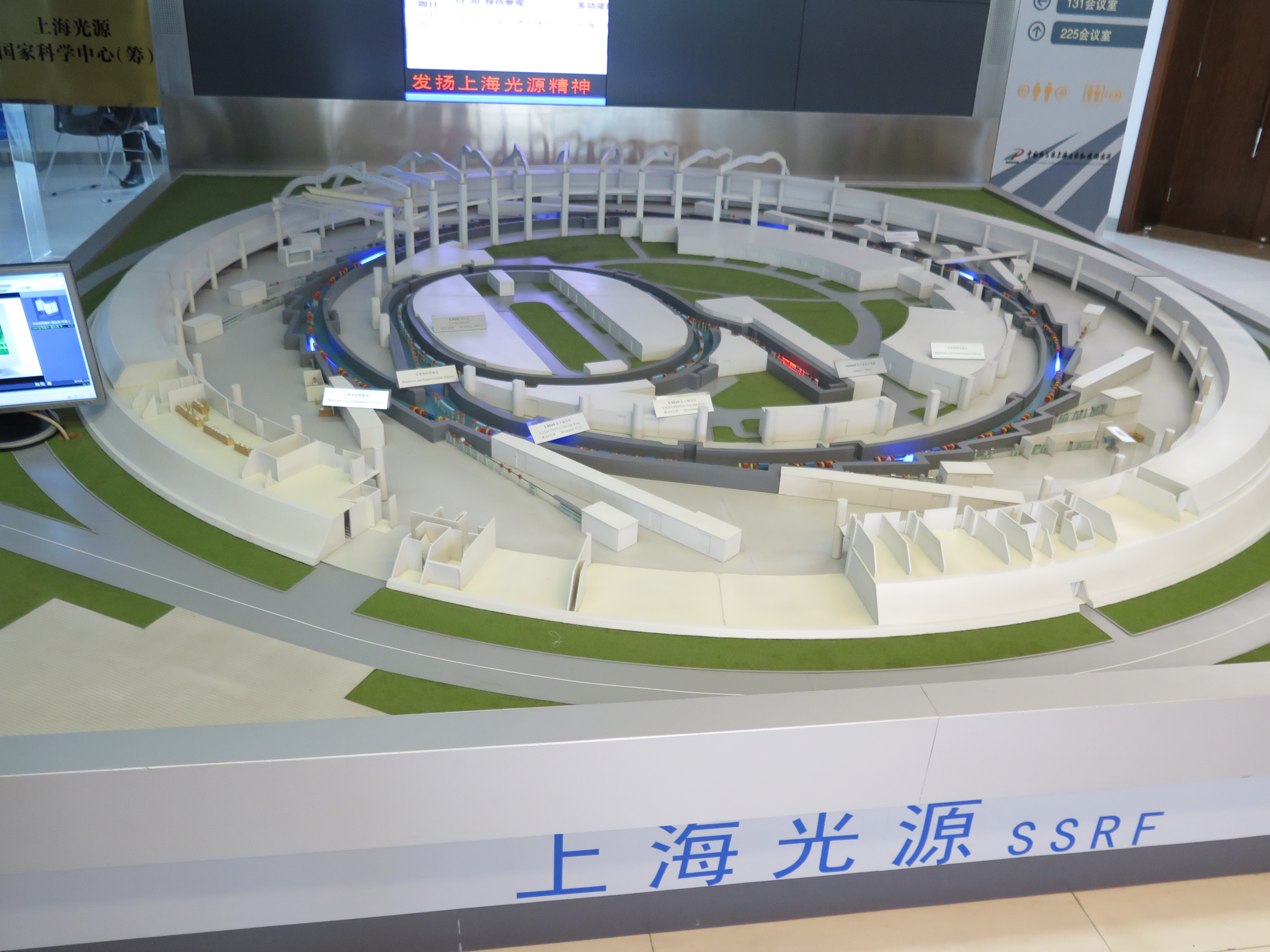
上海光源模型

上海同步辐射光源（英語：Shanghai Synchrotron Radiation Facility，縮寫），又称上海光源，是一台高性能的中能第三代同步辐射光源。工程包括三大加速器，分别是一台150MeV的电子直线加速器、一台能在0.5秒内把电子束能量从150MeV提升到3.5GeV的全能量增强器和一台周长432米的3.5GeV高性能电子储存环。
上海光源隶属中国科学院上海高等研究院，位于上海浦东张江高科技园区，工程于2004年12月25日动工，于2009年4月完成调试并向用户开放。2016年11月，上海光源线站工程（上海光源二期工程）开工建设。
國家重大科技基礎設施計畫「硬X射線自由電子激光裝置」（XFEL），工程任務是建設1台能量為8GeV（千兆電子伏特）的超導直線加速器、3條波蕩器線、3條光速線以及首批10個實驗站。裝置建設內容包括：注入器、主加速器、FEL放大器（波蕩器線）、光速線和實驗站，還有包括束流診斷、控制、激光、同步、數據採集與處理等在內的公共子系統，以及低溫、公用設施等配套系統和設施。總長度3.1公里，北端：(31°12′04.23″N 121°34′26.34″E / 31.2011750°N 121.5739833°E)至南端：(31°10′30.71″N 121°35′07.65″E / 31.1751972°N 121.5854583°E)。2018年4月27日開工，於2020年11月4日該項目通過國家驗收。世界目前只有六部，另外世界第一個XFEL設施位於美國SLAC國家加速器實驗室，2009 年開始啟用。隨後，日本(SACLA)、德國(EU XFEL)、韓國(PAL FEL)、瑞士(SwissFEL)，這六個地方可以使用XFEL。
上海光源工程首批还建造了生物大分子晶体学线站、XAFS线站、硬X射线微聚焦及应用线站、X射线成像与生物医学应用线站、软X射线谱学显微线站、衍射线站和X射线小角散射线站等七条光束线与实验站。
光源能量位居世界第五，仅次于日本SPring-8、美国APS、欧洲PETRA III、ESRF四台高能同步辐射光源。